# Campbell Flakemore

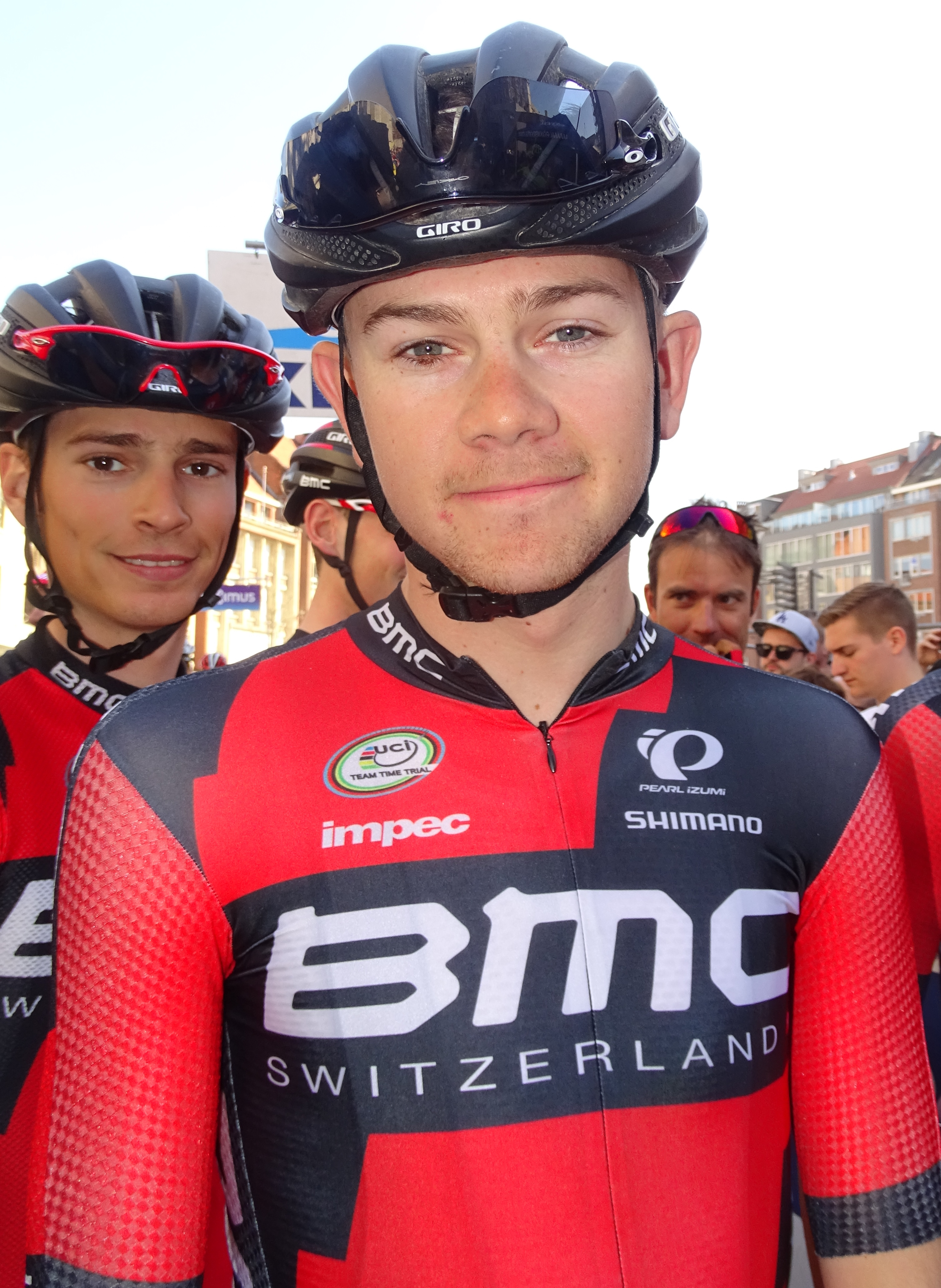
Campbell Flakemore 2015

Campbell Flakemore (* 6. August 1992 in Hobart) ist ein ehemaliger australischer Radrennfahrer.
Campbell Flakemore wurde 2011 Mitglied beim Team Genesys Wealth Advisers und belegte Platz zwei auf einem Teilstück sowie in der Gesamtwertung der Mersey Valley Tour. 2012 gewann er die Bronzemedaille bei den nationalen U23-Meisterschaften im Einzelzeitfahren und erreichte bei den Ozeanischen Straßenradmeisterschaften Platz sechs in dieser Disziplin. Daneben gelang ihm mit einem Sieg beim Auftaktzeitfahren der New Zealand Cycle Classic sein erster Erfolg auf der UCI Oceania Tour, in der Gesamtwertung dieses Etappenrennens belegte Flakemore Rang drei. 2013 errang er bei den ozeanischen Radsportmeisterschaften die Silbermedaille im Einzelzeitfahren (U23).
Flakemore wurde von Experten als „ungewöhnliches Talent“ bezeichnet. Cadel Evans sah in ihm die australische Hoffnung für den Sieg bei den großen Rundfahrten. 2015 erhielt Flakemore einen Vertrag bei BMC. Im November desselben Jahres gab er bekannt, dass er seinen Vertrag mit BMC aufgelöst habe und vom Leistungsradsport zurücktreten werde, um eine universitäre Ausbildung zu verfolgen. Er habe sich bei den Rennen in Europa einsam gefühlt und sei desillusioniert.

## Erfolge
2012
- zwei Etappen Tasmanien-Rundfahrt
- eine Etappe New Zealand Cycle Classic

2013
- Ozeanienmeisterschaft – Einzelzeitfahren (U23)
- eine Etappe Olympia’s Tour (EZF)
- eine Etappe Thüringen-Rundfahrt (EZF)
- Chrono Champenois – Trophée Européen

2014
- Prolog Tour de l’Avenir
- Weltmeister – Einzelzeitfahren (U23)

## Teams
- 2011 Genesys Wealth Advisers
- 2012 Genesys Wealth Advisers
- 2013 Huon Salmon-Genesys Wealth Advisers
- 2014 Avanti Racing Team
- 2015 BMC Racing Team